# 17967 Bacampbell
17967 Bacampbell è un asteroide della fascia principale. Scoperto nel 1999, presenta un'orbita caratterizzata da un semiasse maggiore pari a 2,2919915 UA e da un'eccentricità di 0,1402725, inclinata di 3,06249° rispetto all'eclittica.